# Zíszisz Vrízasz
Zíszisz Vrízasz, görögül Ζήσης Βρύζας, nyugaton: Zisis Vryzas (Kavala, 1973. november 9. –) görög labdarúgó, jelenleg a PAOK alelnöke.

## Karrierje

### Klubszinten
Vrízasz karrierjét a Xánthi együttesében kezdte 1991-ben, a görög első osztályban. Itt öt évet töltött, ezalatt fokozatosan felfigyeltek tehetségére mind görög, mind külföldi klubok. 1996-ban az egyik legsikeresebb görög csapathoz, a PAOK Szalonikihez igazolt. Itt a legemlékezetesebb meccse az 1997–1998-as UEFA-kupa küzdelmei során volt, amikor a PAOK az Arsenallal játszott. Az első mérkőzést a görög csapat 1–0-ra nyerte. A visszavágón sokáig az Arsenal vezetett, ugyancsak 1–0-ra. Vrízasz azonban a 87. percben egyenlített, továbbjutáshoz segítve csapatát.
Az ezredfordulóra a PAOK egyre súlyosbodó anyagi gondokkal küzdött, így el kellett adnia legjobbjait. Vrízasz így az akkor az olasz első osztályban szereplő Perugiához került. Vrízasznak fontos szerepe volt abban, hogy a Perugia folyamatosan az első osztály tagja tudott lenni. 2003-ban a Fiorentinához igazolt, amely ekkor a másodosztályban harcolt a feljutásért. Ezt végül rájátszás után sikerült is kivívniuk, míg a Perugia az első osztályban a tizenötödik helyen végzett.
2004-ben a spanyol Celta Vigóhoz szerződött, kölcsönben a Fiorentinától. Egy szezon után visszatért Olaszországba, a Torinóhoz, ugyancsak kölcsönben, de már a Celtától. A Torino ekkor ugyancsak a másodosztályban szerepelt, velük szintén sikerült kivívni a feljutást. Mivel a Celtával lejárt a szerződése, Torinóban pedig nem marasztalták, 2006 nyarán visszatért Görögországba.
Görögországban már csak karrierje első két klubjában, a Xánthiban és a PAOK-ban játszott. A PAOK-nál játszott, ugyancsak levezetésként a görög válogatott csapatkapitánya, Theódorosz Zagorákisz is. Vrízasz 2008 nyarán vonult vissza.

### Válogatott
1994 nyarán mutatkozhatott be a görög válogatottban, Eb-selejtezőn, Finnország ellen. Első gólját három hónappal később szerezte, egy Ciprus elleni barátságos összecsapáson.
Első komolyabb tornája, mint az összes többi görög labdarúgónak, a 2004-es Európa-bajnokság volt. A kontinensviadalon egy gólt szerzett, az oroszok elleni, 2–1-es vereséggel végződő csoportmeccsen. Szerepelt továbbá a Konföderációs kupán is, itt azonban semmilyen babér nem termett a görög csapatnak.

### Visszavonulása után
Utolsó mérkőzését a PAOK színeiben 2008. január 6-án játszotta. A végeredmény 1–0 lett, a gólszerző, Lázarosz Hrisztodulópulosz a találatot neki ajánlotta. Két nappal később hivatalosan is a klub technikai igazgatójának kérték fel. Érdekesség, hogy az elnök szintén egy korábbi játékos, Zagorákisz.
2009 novemberében pályázott az elnöki posztra is, miután Zagorákisz bejelentette, hogy személyes okok miatt lemond posztjáról. Ám végül megváltoztatta álláspontját, így Vrízasz lett az alelnök, Zagorákisz pedig maradt régi posztján.

## Karrierje statisztikái
| Teljesítmény klubjában | Teljesítmény klubjában | Teljesítmény klubjában | Bajnokság | Bajnokság | Kupa                | Kupa                | Ligakupa                 | Ligakupa                 | Nemzetközi | Nemzetközi | Összesen | Összesen |
| Szezon                 | Klub                   | Bajnokság              | Mérk.     | Gól       | Mérk.               | Gól                 | Mérk.                    | Gól                      | Mérk.      | Gól        | Mérk.    | Gól      |
| Görögország            | Görögország            | Görögország            | Bajnokság | Bajnokság | Görög labdarúgókupa | Görög labdarúgókupa | Görög labdarúgó-ligakupa | Görög labdarúgó-ligakupa | Európa     | Európa     | Összesen | Összesen |
| ---------------------- | ---------------------- | ---------------------- | --------- | --------- | ------------------- | ------------------- | ------------------------ | ------------------------ | ---------- | ---------- | -------- | -------- |
| 1991-92                | Skoda Xánthi           | Super League           | 12        | 3         |                     |                     |                          |                          |            |            |          |          |
| 1992-93                | Skoda Xánthi           | Super League           | 33        | 7         |                     |                     |                          |                          |            |            |          |          |
| 1993-94                | Skoda Xánthi           | Super League           | 30        | 6         |                     |                     |                          |                          |            |            |          |          |
| 1994-95                | Skoda Xánthi           | Super League           | 21        | 3         |                     |                     |                          |                          |            |            |          |          |
| 1995-96                | Skoda Xánthi           | Super League           | 26        | 12        |                     |                     |                          |                          |            |            |          |          |
| 1996-97                | PAOK                   | Super League           | 31        | 9         |                     |                     |                          |                          |            |            |          |          |
| 1997-98                | PAOK                   | Super League           | 30        | 3         |                     |                     |                          |                          |            |            |          |          |
| 1998-99                | PAOK                   | Super League           | 33        | 4         |                     |                     |                          |                          |            |            |          |          |
| 1999-00                | PAOK                   | Super League           | 24        | 3         |                     |                     |                          |                          |            |            |          |          |
| Olaszország            | Olaszország            | Olaszország            | Bajnokság | Bajnokság | Coppa Italia        | Coppa Italia        | Ligakupa                 | Ligakupa                 | Európa     | Európa     | Összesen | Összesen |
| 2000-01                | Perugia                | Serie A                | 34        | 9         |                     |                     |                          |                          |            |            |          |          |
| 2001-02                | Perugia                | Serie A                | 33        | 8         |                     |                     |                          |                          |            |            |          |          |
| 2002-03                | Perugia                | Serie A                | 30        | 5         |                     |                     |                          |                          |            |            |          |          |
| 2003-04                | Perugia                | Serie A                | 10        | 3         |                     |                     |                          |                          |            |            |          |          |
| 2003-04                | Fiorentina             | Serie B                | 20        | 4         |                     |                     |                          |                          |            |            |          |          |
| Spanyolország          | Spanyolország          | Spanyolország          | Bajnokság | Bajnokság | Copa del Rey        | Copa del Rey        | Copa de la Liga          | Copa de la Liga          | Európa     | Európa     | Összesen | Összesen |
| 2004-05                | Celta Vigo             | Segunda División       | 32        | 7         |                     |                     |                          |                          |            |            |          |          |
| Olaszország            | Olaszország            | Olaszország            | Bajnokság | Bajnokság | Coppa Italia        | Coppa Italia        | Ligakupa                 | Ligakupa                 | Európa     | Európa     | Összesen | Összesen |
| 2005-06                | Torino                 | Serie B                | 9         | 2         |                     |                     |                          |                          |            |            |          |          |
| Görögország            | Görögország            | Görögország            | Bajnokság | Bajnokság | Görög labdarúgókupa | Görög labdarúgókupa | Görög labdarúgó-ligakupa | Görög labdarúgó-ligakupa | Európa     | Európa     | Összesen | Összesen |
| 2006-07                | Skoda Xánthi           | Super League           | 16        | 0         |                     |                     |                          |                          |            |            |          |          |
| 2007-08                | PAOK                   | Super League           | 5         | 2         |                     |                     |                          |                          |            |            |          |          |
| Összesen               | Görögország            | Görögország            | 261       | 51        |                     |                     |                          |                          |            |            |          |          |
| Összesen               | Olaszország            | Olaszország            | 136       | 31        |                     |                     |                          |                          |            |            |          |          |
| Összesen               | Spanyolország          | Spanyolország          | 32        | 7         |                     |                     |                          |                          |            |            |          |          |
| Karrierje összesen     | Karrierje összesen     | Karrierje összesen     | 429       | 89        |                     |                     |                          |                          |            |            |          |          |

## Sikerei, díjai
- Fiorentina:
  - Serie B: 2003-04
- Celta Vigo:
  - Segunda División: 2004-05
- Torino:
  - Serie B: 2005-06
- Válogatott:
  - Európa-bajnok: 2004